# Okręgowe rozgrywki w piłce nożnej w okresie międzywojennym

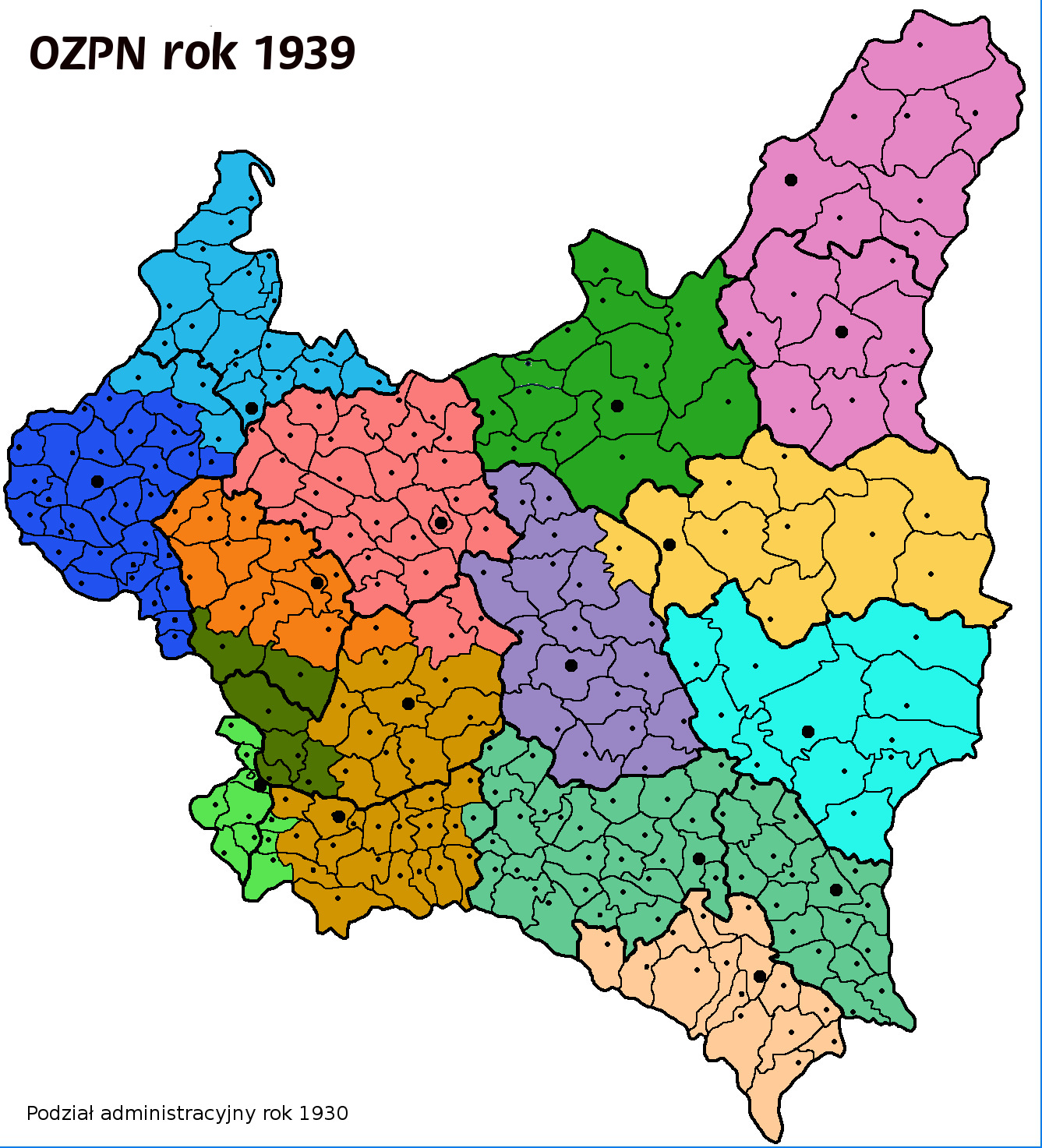
Granice Okręgowych Związków Piłki Nożnej w Polsce w 1939 roku

Okręgowe rozgrywki w piłce nożnej w okresie międzywojennym – odpowiednik drugiej w hierarchii klasy męskich ligowych rozgrywek piłkarskich w Polsce.
Regularne rozgrywki piłkarskie w Polsce rozpoczynają się wiosną 1920 roku. Poprzedzone zostały utworzeniem w grudniu 1919 Polskiego Związku Piłki Nożnej oraz struktur okręgowych. Część klubów działała już przed wojną, np. w Galicji czy na terenie zaboru niemieckiego. Kluby te posiadają bazę sportową oraz tradycje piłkarskie, w przyszłości zaprocentuje to uzyskiwaniem dobrych rezultatów. Tak więc do pierwszego sezonu rozgrywek przystępują drużyny skupione w 5 związkach okręgowych: poznańskim, lwowskim, krakowskim, warszawskim oraz łódzkim.
Okręgi OZPN z kilkoma wyjątkami pokrywają się z granicami województw. Przy tworzeniu się struktur okręgowych w poszczególnych województwach dochodzi do wielu zmian przynależności okręgów i podokręgów.
Do 1939 roku powstało 14 Okręgowych Związków Piłki Nożnej, zabrakło 2 z województw nowogródzkiego i tarnopolskiego.

## Historia
W okresie międzywojennym nie było ligi, z której kluby awansowałyby do Ekstraklasy. Problem awansów do I ligi polskiej rozwiązywały turnieje barażowe mistrzów lig okręgowych, którego zwycięzcy (początkowo jedna drużyna, a od 1936 – dwie) awansowali do ligi krajowej.
Raz na jakiś czas pojawiały się jednak koncepcje jej utworzenia, których w rzeczywistości nigdy nie zrealizowano. 2 listopada 1929 projekt jej powołania zaproponował na swych łamach Przegląd Sportowy. Idea nie została podchwycona przez piłkarską centralę, więc dalsze próby jej forowania porzucono. Do pomysłu wrócono niemal dekadę później. W niedzielę, 26 września 1937 odbyła się w Częstochowie konferencja przedstawicieli ośmiu klubów A-klasowych, podczas której omawiano szczegóły utworzenia ogólnokrajowej II ligi, a uczestniczyli w niej delegaci:
- Brygady Częstochowa,
- Dębu Katowice,
- Gryfa Toruń,
- Rewery Stanisławów,
- Strzelca Janowa Dolina,
- Śmigłego Wilno,
- Unii Sosnowiec,
- WKS Grodno.

Dodatkowo do udziału w niej zaproszono przedstawicieli czterech kolejnych drużyn, którzy jednakże nie pojawili się na spotkaniu. Były to:
- HCP Poznań,
- Naprzód Lipiny,
- Podgórze Kraków,
- Union-Touring Łódź.

Podczas konferencji rozmawiano o utworzeniu narodowej B-klasy, którą miało tworzyć wspomnianych 12 klubów, jednak i z tego projektu nic nie wyszło.

## System rozgrywek A klasy w latach 1920–1939

### 1920-1926
Pierwsze mistrzostwa, rozpoczęte w roku 1920, zostały przerwane z powodu wybuchu wojny polsko-bolszewickiej. W kolejnych latach rozgrywki toczą się w klasach okręgowych A, B i C, gdzie po zakończonym sezonie mistrzowie okręgów toczą walkę o tytuł Mistrza Polski. Taki przebieg mają sezony od 1921 do 1926 roku, z przerwą w roku 1925. W roku 1926 mistrzowie oraz najlepsze drużyny w okręgach uzyskują awans do Ogólnopolskiej Ligi.
| I poziom rozgrywkowy   | Mistrzostwa Polski (mistrzowie okręgów) |
| II poziom rozgrywkowy  | A klasa                                 |
| III poziom rozgrywkowy | B klasa                                 |
| IV poziom rozgrywkowy  | C klasa                                 |

### 1927-1939
Od roku 1927 zmieniał się system rozgrywkowy oraz sposób wyłonienia drużyny awansującej do Ligi. Mistrzowie okręgów po zakończonym sezonie toczyli eliminacje o ligę. Rozgrywki te toczyły się systemem grupowym do momentu wyłonienia najlepszej drużyny, która zyskiwała prawo awansu. W poszczególnych sezonach system grupowy mieszany był z systemem pucharowym, szczególnie dotyczyło to półfinałów czy finału. W końcu lat 30. XX wieku do Ligi awansowały 2 lub 3 najlepsze drużyny eliminacji.
| I poziom rozgrywkowy   | Liga    | Liga            |
| II poziom rozgrywkowy  | A klasa | Klasa Okręgowa* |
| III poziom rozgrywkowy | B klasa | A klasa*        |
| IV poziom rozgrywkowy  | C klasa | B klasa*        |
| V poziom rozgrywkowy   |         | C klasa*        |

(*) – Pod koniec lat 30. XX wieku władze PZPN-u oficjalnie ustanawiają klasę Okręgową jako II poziom rozgrywek. Zmiana ta nie do końca się przyjęła, w niektórych okręgach nie została wprowadzona. Stąd też mogą pojawiać się rozbieżności co do nazwy II poziomu rozgrywek w zależności od okręgu. Dodatkowo w Śląskim (Katowickim) OZPN-ie od 1932 A klasa nosi nazwę Liga śląska.
Z powodu zwiększonej liczby klubów oraz tworzenia tzw. podokręgów, w niektórych OZPN-ach tworzy się grupy A klasy. Przykładem jest Kielecki i Śląski OZPN, gdzie w poszczególnych sezonach mamy od 3 do 4 grup A klasy. Liczba grup nie zmienia regulaminu, gdyż tylko jeden mistrz z danego okręgu może zagrać w eliminacjach do Ligi. Zatem mistrzowie poszczególnych grup toczą między sobą walkę o te premiowane miejsce. Grupy tworzono także w mniejszych okręgach np. białostockim, powodem były względy ekonomiczne i zmniejszenie kosztów wyjazdów.

## Okręgowe Związki Piłki Nożnej (OZPN)
Rozwój organizacyjny Związku Piłki Nożnej wyglądał w największym skrócie tak:
- na zjeździe założycielskim PZPN (21–22 grudnia 1919) powołano komitety organizacyjne pięciu okręgów. Cztery z nich powstały w 1920, były to OZPN: krakowski (powstał jako pierwszy, zebranie inauguracyjne 15 lutego 1920), lwowski, poznański (istniejący od 1913 roku jako ZPTS, zmienił nazwę w marcu 1920), łódzki, warszawski.
- w 1922 powstały OZPN: górnośląski, lubelski, wileński.
- w 1923 powstał toruński OZPN, w październiku 1927 r. siedzibę przeniesiono do Bydgoszczy, a nazwę zmieniono na pomorski OZPN.
- w 1927 powstała Liga Państwowa (początkowo 14-drużynowa, ostatecznie 10-drużynowa), która po kilkumiesięcznym konflikcie z PZPN została ostatecznie uznana za jego autonomiczny okręg, wcześniej (10 marca) okręg górnośląski przemianowano na śląski.
- w 1928 powstał kielecki OZPN z siedzibą w Sosnowcu.
- w 1929 powstały poleski OZPN z siedzibą w Pińsku oraz wołyński OZPN z siedzibą w Równem oraz białostocki OZPN.
- w 1935 powstał stanisławowski OZPN (wcześniej istniał Podokręg Stanisławowski w ramach Lwowskiego OZPN).
- w 1937 zlikwidowano (w lipcu) kielecki OZPN i na jego miejsce powołano zagłębiowski OZPN z siedzibą w Sosnowcu; od 1929 Podokręg Zagłębiowski (z siedzibą w Będzinie) istniał przy Krakowskim OZPN[1].

Każdy OZPN prowadził swoje mistrzostwa okręgowe w ligach, zwanymi Klasą A lub ligą okręgową. Należy wspomnieć, że nie wszystkie województwa posiadały własne A-Klasy. Okręgowe Związki Piłki Nożnej w niektórych obszarach zlokalizowanych głównie w województwach wschodnich (Kresy Wschodnie) nie były wystarczająco rozwinięte (lub nie posiadały wystarczająco dużo drużyn) aby organizować własne ligi. Tak więc, nie było własnych lig w województwach nowogródzkim i tarnopolskim. Zamiast tego, drużyny z tych województw uczestniczyły w rozgrywkach sąsiednich Okręgów OZPN.
Ciekawy jest fakt, że w kilku przypadkach, drużyny z jednego województwa uczestniczyły w A-klasie innego regionu – np. Koszarawa Żywiec z województwa krakowskiego występował w połowie lat 30. w śląskiej klasie A, SKS Starachowice występował w końcu lat 30. w warszawskiej klasie A, chociaż miasto Starachowice położone w województwie kieleckim, lub Pogoń Stryj, który grał w lwowskiej klasie A, ale miasto Stryj należało do województwa stanisławowskiego.
Władze OZPN-ów miały decydujący i ostateczny głos co do rozgrywek A,B i C klasy. Nie odosobnione były przypadki wykorzystywania tego do zmian w ligowej tabeli po sezonie przy zielonym stoliku. Zdarzały się przypadki utrzymywania drużyn zasłużonych pomimo miejsca spadkowego itp.
| Rok 1920 (przerwane) | 1. Sezon – 1921 rok     | 2. Sezon – 1922 rok     | 3. sezon – 1923 rok     | 4. sezon – 1924 rok                                                         |
| -------------------- | ----------------------- | ----------------------- | ----------------------- | --------------------------------------------------------------------------- |
|                      |                         |                         |                         |                                                                             |
| 5. Sezon – 1926 rok  | 6. Sezon – 1927 rok     | 7. sezon – 1928 rok     | 8. sezon – 1929 rok     | 9. Sezon – 1930 rok                                                         |
|                      |                         |                         |                         |                                                                             |
| 10. Sezon – 1931 rok | 11. sezon – 1932 rok    | 12. sezon – 1933 rok    | 13. Sezon – 1934 rok    | 14. Sezon – 1935 rok                                                        |
|                      |                         |                         |                         |                                                                             |
| 15. sezon – 1936 rok | 16. sezon – 1936/37 rok | 17. Sezon – 1937/38 rok | 18. Sezon – 1938/39 rok | 19. sezon – 1939/40 rok                                                     |
|                      |                         |                         |                         | Rozgrywki niedokończone, praktycznie nie odbyły się z powodu wybuchu wojny. |

## Schemat podziału A klasy w poszczególnych okręgach i wybranych podokręgach
| Sezony >>>>           | rok zał. | 1920               | 1921               | 1922               | 1923               | 1924               | 1925               | 1926               | 1927  | 1928  | 1929  | 1930   | 1931      | 1932     | 1933      | 1934     | 1935        | 1936      | 36/37     | 37/38 | 38/39 |
| --------------------- | -------- | ------------------ | ------------------ | ------------------ | ------------------ | ------------------ | ------------------ | ------------------ | ----- | ----- | ----- | ------ | --------- | -------- | --------- | -------- | ----------- | --------- | --------- | ----- | ----- |
|                       |          | Mistrzostwa Polski | Mistrzostwa Polski | Mistrzostwa Polski | Mistrzostwa Polski | Mistrzostwa Polski | Mistrzostwa Polski | Mistrzostwa Polski | Liga  | Liga  | Liga  | Liga   | Liga      | Liga     | Liga      | Liga     | Liga        | Liga      | Liga      | Liga  | Liga  |
| Poznański OZPN        | 1921     | (5)                | 6                  | 6                  | 6                  | 6                  | X                  | 6                  | 5     | 11    | 10    | 10     | 10        | 10       | 10        | 10       | 10          | 10        | 8         | 7     | 7     |
| Lwowski OZPN          | 1921     | (4)                | 2                  | 5                  | 6                  | 6                  | X                  | 6                  | 5     | 5/5   | 5/5   | 9      | 8         | 6/7      | 6/7       | 10       | 11          | 5/5       | 12        | 14    | 13    |
| Krakowski OZPN        | 1921     | (4)                | 4                  | 6                  | 6                  | 6                  | X                  | 6                  | 9     | 11    | 10    | 12     | 8/6       | 5/6      | 9         | 9        | 10/8        | 11        | 12        | 12    | 11    |
| Warszawski OZPN       | 1921     | (2)                | 3                  | 5                  | 4                  | 6                  | X                  | 6                  | 8     | 11    | 6/5   | 10     | 10        | 11       | 10/{6}    | 12/{9}   | 12/{10}/6/4 | 6/6/{8}/5 | 8/8/{8}/5 | 12    | 10    |
| Łódzki OZPN           | 1921     | X                  | 4                  | 4                  | 5                  | 5                  | X                  | 6                  | [8] 5 | 12    | 11    | 12     | 11        | 10       | 9         | 10       | 10          | 10        | 10        | 10    | 11    |
| Śląski OZPN           | 1922     | X                  | (14)               | 6                  | 6                  | 8                  | X                  | 7                  | 11    | 9/9/8 | 9/9/9 | 11/8/7 | 12        | 11***    | 12        | 12       | 11          | 10        | 9         | 10    | 11    |
| Wileński OZPN         | 1922     | X                  | (4)                | 3                  | 3                  | 3                  | X                  | 6                  | 6     | 6     | 8     | 7      | 7         | 6        | 5         | 7        | 6           | 4         | 4         | 5     | 4     |
| Lubelski OZPN         | 1922     | X                  | X                  | 4                  | 4                  | 5                  | X                  | 6                  | 7     | 9     | 6     | 6      | 6         | 4/4      | 4/3       | 6        | 7           | 7         | 6         | 6     | 5     |
| Pomorski OZPN**       | 1923     | X                  | POZ                | POZ                | (4)                | 3                  | X                  | 6                  | 5     | 5     | 5     | 5      | 6         | 6        | 7         | 7        | 7           | 8         | 8         | 8     | 8     |
| Kielecki OZPN*        | 1928     | X                  | X                  | X                  | X                  | ŁÓD                | X                  | LUB                | WAW   | 8     | 5/6/4 | 8/5/6  | 6/5/4/7/5 | 10/7/6/5 | 5/5/7/4/6 | 10/7/4/5 | 10/6/6/5    | 10/7/5    | 10/7/3    | KRA   | KRA   |
| Białostocki OZPN      | 1929     | X                  | X                  | X                  | X                  | WIL                | X                  | WIL                | WAR   | WAR   | 6     | 8      | 8         | 8        | 4/4       | 4/4      | 5/4         | 3/3/3     | 8         | 8     | 8     |
| Poleski OZPN          | 1929     | X                  | X                  | LUB                | LUB                | LUB                | X                  | WIL                | LUB   | LUB   | 4     | 6      | 5         | 5        | 4         | 3/3      | 3/3         | 3/3       | 3/3       | 3/3   | 4/4   |
| Wołyński OZPN         | 1930     | X                  | X                  | LUB                | LUB                | LUB                | X                  | LUB                | LUB   | LUB   | LUB   | 6      | 7         | 8        | 8         | 8        | 10          | 5/5       | 8         | 8     | 8     |
| Stanisławowski OZPN   | 1934     | X                  | LWÓ                | LWÓ                | LWÓ                | LWÓ                | X                  | LWÓ                | LWÓ   | LWÓ   | LWÓ   | LWÓ    | LWÓ       | LWÓ      | LWÓ       | 3        | 5           | 7         | 7         | 8     | 8     |
| po.Nowogródzki        |          | X                  | X                  | WIL                | WIL                | WIL                | X                  | WIL                | WIL   | WIL   | WIL   | WIL    | WIL       | WIL      | WIL       | WIL      | WIL         | WIL       | WIL       | WIL   | WIL   |
| po.Tarnopolski        |          | X                  | LWÓ                | LWÓ                | LWÓ                | LWÓ                | X                  | LWÓ                | LWÓ   | LWÓ   | LWÓ   | LWÓ    | LWÓ       | LWÓ      | LWÓ       | LWÓ      | LWÓ         | LWÓ       | LWÓ       | LWÓ   | LWÓ   |
| po./Zagłębiowski OZPN | 1937     | X                  | X                  | KRA                | KRA                | KRA                | X                  | KRA                | KAT   | KIE   | KIE   | KIE    | KIE       | KIE      | KIE       | KIE      | KIE         | KIE       | KIE       | 10    | 10    |
| po.Częstochowski      |          | X                  | KRA                | KRA                | KRA                | KRA                | X                  | KRA                | KAT   | KIE   | KIE   | KIE    | KIE       | KIE      | KIE       | KIE      | KIE         | KIE       | KIE       | ZAG   | ZAG   |
| po.Radomski           |          | X                  | X                  | WAW                | WAW                | WAW                | X                  | WAW                | WAW   | KIE   | KIE   | KIE    | KIE       | KIE      | KIE       | KIE      | KIE         | WAW       | WAW       | WAW   | WAW   |

(*) – Kielecki OZPN został rozwiązany w 1937, w jego miejsce powołany Zagłębiowski OZPN. Kielce jako podokręg przeniosły się do Krakowskiego OZPN-u

(**) – do października 1927 r. pod nazwą Toruński OZPN

(***) – od 1932 Klasa A Śląskiego Okręgu nosi nazwę Liga Śląska

(7) – w nawiasach rozgrywki nieoficjalne

po. – Podokręgi

7 – liczba drużyn występujących w A klasie

7/7 – liczba grup

{7} – tzw. grupa robotnicza (skupiająca kluby fabrykanckie i robotnicze)

7 – pogrubienie oznacza Ligę Okręgową

## Artykuły poświęcone okręgowym rozgrywkom w okresie międzywojennym
Lwowska Liga Okręgowa oraz Klasa A (1921-1939)
Tabela wszech czasów
Kursywą wydzielono kluby nie występowali w ostatnim sezonie.
| #  | Klub                   | Sezony | Mecze | Br+ | Br- | Pkt | Tytuł(y) |                |
| 1  | Polonia Przemyśl       | 17     | 242   | 555 | 437 | 291 | 5        |                |
| 2  | Lechia Lwów            | 17     | 245   | 528 | 454 | 277 | 2        |                |
| 3  | Hasmonea Lwów          | 15     | 236   | 372 | 378 | 245 |          |                |
| 4  | Ukraina Lwów           | 12     | 204   | 487 | 391 | 224 |          |                |
| 5  | Czarni Lwów            | 12     | 160   | 422 | 220 | 214 | 3        |                |
| 6  | Resovia Rzeszów        | 12     | 198   | 393 | 351 | 211 | 1        |                |
| 7  | Pogoń II Lwów          | 13     | 170   | 339 | 340 | 167 |          |                |
| 8  | Pogoń Stryj            | 11     | 168   | 314 | 330 | 165 |          |                |
| 9  | WKS (Ognisko) Jarosław | 7      | 150   | 298 | 357 | 136 |          |                |
| 10 | Rewera Stanisławów     | 9      | 129   | 213 | 291 | 124 | 1        |                |
| 11 | Drugi Sokół Lwów       | 8      | 158   | 242 | 347 | 122 |          |                |
| 12 | Świteź Lwów            | 5      | 98    | 152 | 262 | 74  |          |                |
| 13 | Czuwaj Przemyśl        | 4      | 79    | 153 | 157 | 73  |          |                |
| 14 | Pogoń Lwów             | 5      | 40    | 201 | 35  | 72  | 5        |                |
| 15 | RKS Lwów               | 5      | 81    | 104 | 135 | 68  |          |                |
| 16 | Junak Drohobycz        | 2      | 50    | 121 | 97  | 62  | 1        |                |
| 17 | Korona Sambor          | 3      | 72    | 117 | 197 | 54  |          |                |
| 18 | Biały Orzeł Lwów       | 2      | 52    | 103 | 108 | 37  |          |                |
| 19 | Janina Złoczów         | 4      | 39    | 59  | 109 | 25  |          |                |
| 20 | Sian Przemyśl          | 2      | 26    | 36  | 50  | 24  |          |                |
| 21 | WKS 6 plotn. Lwów      | 2      | 12    | 45  | 31  | 14  | 1        |                |
| 22 | AZS Lwów               | 3      | 22    | 38  | 62  | 13  |          |                |
| 23 | Oldboye Lwów           | 2      | 43    | 33  | 136 | 13  |          |                |
| 24 | Sparta Lwów            | 2      | 16    | 19  | 43  | 8   |          |                |
| 25 | Hakoah Stanisławów     | 1      | 8     | 12  | 19  | 5   |          |                |
| 26 | Czarni II Lwów         | 5      | 16    | 7   | 49  | 3   |          |                |
| 27 | Ekran Lwów             | 1      | 8     | 8   | 21  | 2   |          |                |
| 28 | Strzelec Borysław      | 1      | 2     | 3   | 3   | 2   |          |                |
| 29 | Hasmonea II Lwów       | 1      |       |     |     |     |          | poza konkursem |
| 30 | Lechia II Lwów         | 1      |       |     |     |     |          | poza konkursem |

Stanisławowska Liga Okręgowa (1933-1939)
Tabela wszech czasów
Kursywą wydzielono kluby nie występowali w ostatnim sezonie.
| #  | Klub                                     | Sezony | Mecze | Pkt | Bramki | St.Br. | Tytuł(y) |
| 1  | WCKS (SKS) Rewera Stanisławów            | 6      | 65    | 96  | 214-83 | 2.578  | 4        |
| 2  | KS Strzelec „Gorka” Stanisławów          | 6      | 66    | 91  | 133-81 | 1.642  | 1        |
| 3  | KSZN Rypne,                              | 4      | 52    | 65  | 138-73 | 1.890  |          |
| 4  | KS Strzelec „Raz, Dwa, Trzy” Stanisławów | 5      | 60    | 49  | 91-138 | 0.659  |          |
| 5  | KS Pokucie Kołomyja (WKS 49 pp)          | 5      | 60    | 37  | 73-168 | 0.435  |          |
| 6  | KS Strzelec Broszniów,                   | 3      | 40    | 31  | 61-102 | 0.598  |          |
| 7  | WCKS (SKS) Pogoń Stryj                   | 1      | 13    | 21  | 38-8   | 4.750  | 1        |
| 8  | KS Bystrzyca Nadwórna                    | 2      | 28    | 19  | 33-61  | 0.541  |          |
| 9  | TESP Kałusz                              | 1      | 14    | 14  | 25-20  | 1.250  |          |
| 10 | KS Stanisławowia Stanisławów             | 3      | 24    | 13  | 30-61  | 0.492  |          |
| 11 | ST Prołom Stanisławów                    | 2      | 26    | 12  | 26-67  | 0.388  |          |

Uwagi:
- Pogoń Stryj występował tylko jeden sezon po czym powrócił do Lwowskiej Ligi Okręgowej.
- Wynik meczu KSZN Rypne – Pokucie Kołomyja 1:18 został anulowany, tak jak uznany za podstawiony.
- KS oznacza Klub Sportowy,
- ST oznacza Sportowe Towarzystwo,
- WCKS oznacza Wojskowo-Cywilny Klub Sportowy,
- SKS oznacza Stanisławowski lub Stryjski Klub Sportowy

Klasa A Wołyńskiego ZOPN (1930-1939)
Kursywą wydzielono kluby nie występowali w ostatnim sezonie.
| #  | Klub                   | Sezony | Tytuł(y) | Uwagi                                                                               |
| 1  | Hasmonea Równe         | 10     | 2        | dodatkowo 2 sezony w Klasie A Lwowskiego ZOPN                                       |
| 2  | WKS Łuck               | 9      |          |                                                                                     |
| 3  | PKS Łuck               | 8      | 4        |                                                                                     |
| 4  | Hasmonea Łuck          | 7      |          |                                                                                     |
| 5  | WKS Hallerczyk Równe   | 7      | 2        | dodatkowo 2 sezony w Klasie A Lwowskiego ZOPN, 4 sezony w Klasie A Lubelskiego ZOPN |
| 6  | Pogoń Równe            | 7      |          |                                                                                     |
| 7  | Hasmonea Kowel         | 5      |          |                                                                                     |
| 8  | Strzelec Janowa Dolina | 5      | 1        |                                                                                     |
| 9  | KKS Krzemieniec        | 4      |          |                                                                                     |
| 10 | WKS Dubno              | 4      |          | dodatkowo 1 sezon w Klasie A Lwowskiego ZOPN                                        |
| 11 | Sokół Równe            | 4      | 1        | dodatkowo 2 sezony w Klasie A Lwowskiego ZOPN, 1 sezon w Klasie A Lubelskiego ZOPN  |
| 12 | Amatorzy Włodzimierz   | 3      |          |                                                                                     |
| 13 | PKS Równe              | 2      |          |                                                                                     |
| 14 | Strzelec Kowel         | 2      |          |                                                                                     |
| 15 | WKS Kowel              | 2      |          | dodatkowo 2 sezony w Klasie A Lwowskiego ZOPN, 3 sezony w Klasie A Lubelskiego ZOPN |
| 16 | Sokół Kowel            | 1      |          |                                                                                     |
| 17 | KPW Zdołbunów          | 1      |          |                                                                                     |
| 18 | Strzelec Łuck          | 1      |          |                                                                                     |
| 19 | Makkabi Równe          | 0      |          | dodatkowo 1 sezon w Klasie A Lubelskiego ZOPN                                       |

## Turnieje barażowe o awans do ligi piłkarskiej
Organizacja turniejów barażowych była generalnie (wyjątkiem był rok 1931) jednak nieco inna. Były one dwustopniowe, ale w obu wypadkach grupowe, czyli zwycięzcy grup eliminacyjnych (początkowo trzech, później czterech) rywalizowali w grupie finałowej rozgrywając mecz i rewanż system każdy z każdym.
System turniejów kwalifikacyjnych był zatem taki sam, jak wyłaniania mistrza Polski w latach 1925–1926, wówczas też mistrzowie okręgowych klas A (ligi okręgowe powstały później) rywalizowali w trzech grupach eliminacyjnych (po trzy zespoły), których zwycięzcy rywalizowali później między sobą w grupie finałowej.
Turnieje kwalifikacyjne (o wejście do ligi – jak je nazywano) odbywały się równolegle z ligową rundą rewanżową. Rozgrywki okręgowe prowadzone były bowiem systemem jesień-wiosna (czyli tak jak obecnie), natomiast liga grała systemem wiosna-jesień, wyłaniając mistrza w październiku lub listopadzie.
| Sezony >>>>              | 1926 | 1927  | 1928  | 1929  | 1930  | 1931  | 1932  | 1933  | 1934  | 1935  | 1936  | 36/37 | 37/38 | 38/39 | Razem      |
| ------------------------ | ---- | ----- | ----- | ----- | ----- | ----- | ----- | ----- | ----- | ----- | ----- | ----- | ----- | ----- | ---------- |
|                          |      | Liga  | Liga  | Liga  | Liga  | Liga  | Liga  | Liga  | Liga  | Liga  | Liga  | Liga  | Liga  | Liga  | awansowało |
| Poznański OZPN           | 1    |       |       |       |       |       |       |       |       |       |       |       |       |       | 1          |
| Lwowski OZPN             | 3    |       |       |       | złoto |       |       |       |       |       |       |       |       | złoto | 5          |
| Krakowski OZPN           | 2    |       | złoto |       |       |       | złoto |       |       |       | złoto |       | złoto |       | 6          |
| Warszawski OZPN          | 3    |       |       |       |       |       |       | złoto |       |       |       | złoto |       |       | 5          |
| Łódzki OZPN              | 2    |       |       | złoto |       |       |       |       |       |       |       |       | złoto |       | 4          |
| Katowicki OZPN           | 2    | złoto |       |       |       |       |       |       | złoto | złoto | złoto |       |       | złoto | 7          |
| Wileński OZPN            |      |       |       |       |       |       |       |       |       |       |       | złoto |       | złoto | 2          |
| Lubelski OZPN            |      |       |       |       |       | złoto |       |       |       |       |       |       |       |       | 1          |
| Pomorski (Toruński) OZPN | 1    |       |       |       |       |       |       |       |       |       |       |       |       |       | 1          |
| Kielecki OZPN            |      |       |       |       |       |       |       |       |       |       |       |       |       |       |            |
| Białostocki OZPN         |      |       |       |       |       |       |       |       |       |       |       |       |       |       |            |
| Poleski OZPN             |      |       |       |       |       |       |       |       |       |       |       |       |       |       |            |
| Wołyński OZPN            |      |       |       |       |       |       |       |       |       |       |       |       |       |       |            |
| Stanisławowski OZPN      |      |       |       |       |       |       |       |       |       |       |       |       |       |       |            |

- W sezonie 1926 do nowo utworzonej Ligi awansowało w sumie 14 zespołów.

### Sezon 1927
Rok 1927 był pierwszym rokiem ligi piłkarskiej. O pierwsze miejsce do niej walczyły jako mistrzowie okręgów, tylko 4 kluby. Okręgi warszawski i poznański, wobec zbyt późnego zakończenia rozgrywek u siebie, nie desygnowały swych mistrzów do walk o wejście do niej. Ciekawym faktem jest, że wśród tych czterech klubów znajdował się Śląsk Świętochłowice, a więc drużyna, która wiele razy walczyła o miejsce w ekstraklasie. Zwycięzcą grupy został wówczas Śląsk Świętochłowice zdobywając 8 pkt., drugą była Garbarnia Kraków – 7 pkt., trzecim ŁTSG Łódź – 6 pkt., a czwartym – mistrz Lwowa – 6 Pułk lot. – 3 pkt.

### Sezon 1928
W 1928 r. o wejście do Ligi walczy już 10 drużyn, podzielonych na 3 grupy. Do finału wchodzą tylko mistrzowie grup. Kolejność w grupach eliminacyjnych:
- Grupa I – ŁTSG Łódź, Pogoń Poznań, Polonia Bydgoszcz, Ruch Warszawa,
- Grupa II – Garbarnia Kraków, Victoria Sosnowiec, Pogoń Katowice,
- Grupa III – Polonia Przemyśl, 22 pp Siedlce, 1 pp leg. Wilno.

Finał wygrała Garbarnia przed ŁTSG Łódź i Polonią Przemyśl.

### Sezon 1929
W 1929 r. rozgrywki o awans do I ligi odbywały się w 4 grupach eliminacyjnych (12 drużyn). Kolejność w grupach:
- Grupa I – ŁTSG Łódź, Legia Poznań, Marymont Warszawa, Polonia Bydgoszcz,
- Grupa II – Naprzód Lipiny, Podgórze Kraków, RKS Radom,
- Grupa III – Lechia Lwów, 9 Pułk Artylerii Ciężkiej Siedlce,
- Grupa IV – Ognisko Wilno, 82 pp Brześć, Cresovia Grodno.

W puli finałowej wygrał ŁTSG – 10 pkt., Lechia zdobyła 8 pkt., Naprzód 6 pkt., Ognisko 0.

### Sezon 1930
W 1930 r. walczono również w 4 grupach (13 drużyn). Kolejność w grupach eliminacyjnych:
- Grupa I – Legia Poznań, WKS Łódź, TKS Toruń, Skra Warszawa,
- Grupa II – AKS Chorzów, Wawel Kraków, Warta Zawiercie,
- Grupa III – 82 pp Brześć, 42 pp Białystok, Ognisko Wilno,
- Grupa IV – Lechia Lwów, Unia Lublin, Sokół Równe.

W puli finałowej wygrała Lechia przed AKS Chorzów, 82 pp i Legią.

### Sezon 1931
1931 r. przyniósł zmiany, rozgrywki były trójstopniowe: grupy eliminacyjne, półfinały i finał. Uczestniczyło 13 drużyn. Kolejność w grupach eliminacyjnych:
- Grupa I – ŁTSG Łódź, Legia Poznań, Gryf Toruń, Skra Warszawa,
- Grupa II – Naprzód Lipiny, RKS Radom, Podgórze Kraków,
- Grupa III – 1 pp leg. Wilno, 82 pp Brześć, 76 pp Grodno,
- Grupa IV – 22 pp Siedlce, Rewera Stanisławów, WKS Równe.

W półfinale Naprzód Lipiny pokonał ŁTSG, a 22 pp – 82 pp. W finale 22 pp z Siedlec wygrał z Naprzodem.

### Sezon 1932
W 1932 r. było podobnie, o wejście walczy 13 drużyn. Kolejność w grupach eliminacyjnych:
- Grupa I – Legia Poznań, ŁTSG Łódź, Gwiazda Warszawa, Polonia Bydgoszcz,
- Grupa II – Podgórze Kraków, 1. FC Katowice, Warta Zawiercie,
- Grupa III – Polonia Przemyśl, Unia Lublin, Hasmonea Równe,
- Grupa III – 1 pp leg. Wilno, 76 pp Grodno, 4 dyon pancerny Brześć.

W półfinale Legia wyeliminowała 1 ppleg., a Podgórze Polonię. W finale w trzech meczach Podgórze Kraków pokonało Polonię Przemyśl.

### Sezon 1933
W 1933 r. uczestniczy w walkach o wejście do ligi 13 drużyn. Kolejność w grupach eliminacyjnych:
- Grupa północno-zachodnia (I) – Polonia Warszawa, Polonia Bydgoszcz, Union-Touring Łódź, Legia Poznań,
- Grupa południowo-zachodnia (II) – Naprzód Lipiny, Unia Sosnowiec (czyli obecne Zagłębie Sosnowiec), Olsza Kraków,
- Grupa południowo-wschodnia (III) – Polonia Przemyśl, Hasmonea Równe, Strzelec Siedlce (nie mylić z WKS 22 pp Siedlce, występującym wówczas w I lidze), drużyna z Siedlec po dwóch porażkach z Hasmoneą wycofała się z rozgrywek i przemyskiej Polonii zapisano na konto dwa zwycięstwa walkowerem.
- Grupa północno-wschodnia (IV) – WKS Śmigły Wilno, WKS 4 dyon pancerny Brześć, WKS 76 pp Grodno, czyli była to grupa „wojskowa”.

I grupę wygrała ex-ligowa Polonia Warszawa, II – Naprzód Lipiny, III – Polonia Przemyśl, IV – Śmigły Wilno. W półfinale Polonia Warszawa pokonała Polonię Przemyśl, a Śmigły wyeliminował Naprzód. W finale Polonia Warszawa pokonała Śmigłego. Śmigły zmierzył się jeszcze z dwoma spadkowiczami I ligi: Garbarnią Kraków i Czarnymi Lwów. Garbarnia z tej trójki okazała się najlepsza u trzymała się w I lidze, Czarni spadli.

### Sezon 1934
W 1934 r. o wejście do ligi walczyło 14 drużyn, a 15. – Naprzód Lipiny brał, jako piąta drużyna, udział w finale na podstawie decyzji Zarządu Ligi (dokooptowany jako rekompensatę za pokrzywdzenie w rozgrywkach w 1933 r.).
Ostateczna kolejność w grupach przedstawiała się następująco:
- Grupa I – Legia Poznań, ŁTSG Łódź, Gryf Toruń, Gwiazda Warszawa;
- Grupa II – Śląsk Świętochłowice, Unia Sosnowiec, Grzegórzecki Kraków;
- Grupa III – Rewera Stanisławów, Czarni Lwów, PKS Łuck, Pułk p.leg. Chełm;
- Grupa IV – Śmigły Wilno, WKS Grodno, WKS Brześć.

W półfinale Smigły wygrał z Legią, a Śląsk z Rewerą. Finał rozegrany przy 3 drużynach (Smigły, Śląsk, Naprzód) – wygrał Śląsk.

### Sezon 1935
W 1935 r. uczestniczyło 13 drużyn. Kolejność w grupach eliminacyjnych:
- Grupa I – Legia Poznań, Union-Touring Łódź, Polonia Bydgoszcz, Skoda Warszawa;
- Grupa II – Dąb Katowice, Brygada Częstochowa;
- Grupa III – Czarni Lwów, Rewera Stanisławów, PKS Łuck, WKS 22 Strzelec Siedlce
- Grupa IV – Śmigły Wilno, Warmia Grajewo, Kotwica Pińsk.

W półfinale Dąb wygrał z Legią, Czarni ze Śmigłym. Do finału dołączono jeszcze Podgórze Kraków. Finał wygrał Dąb Katowice.

### Sezon 1936
Od 1936 r. do I ligi awansowało po 2 zespoły, stąd rozgrywki były tylko dwustopniowe: grupy eliminacyjne i grupa finałowa. Uczestniczyło 13 drużyn. Kolejność w grupach eliminacyjnych:
- Grupa I – Brygada Częstochowa, Skoda Warszawa, ŁTSG Łódź, Unia Lublin;
- Grupa II – AKS Chorzów, HCP Poznań, Gryf Toruń;
- Grupa III – Cracovia, Pogoń Stryj, RKS Hajduki, Polonia Przemyśl;
- Grupa IV – Śmigły Wilno, WKS Równe.

Finał wygrała Cracovia przed AKS, Śmigłymi, Brygadą i dwie pierwsze drużyny awansowały do I ligi.

### Sezon 1936/1937
W 1937 walczyło o wejście 14 drużyn. Mistrzowie okręgówek podzieleni byli na 4 grupy. Ostateczna kolejność w grupach przedstawiała się następująco:
- Grupa I – Polonia Warszawa, Gryf Toruń, Union-Touring Łódź, HCP Poznań;
- Grupa II – Brygada Częstochowa, Naprzód Lipiny, Podgórze Kraków;
- Grupa III – Unia Lublin, Resovia Rzeszów, Strzelec Janowa Dolina, Rewera Stanisławów;
- Grupa IV – Śmigły Wilno, WKS Grodno, Ruch Brześć.

W grupie finałowej znalazły się: Polonia Warszawa, Brygada Częstochowa, Unia Lublin i Śmigły Wilno, a do ligi awansowały: Polonia Warszawa (z kompletem zwycięstw na koncie) oraz Śmigły Wilno, który lepszym stosunkiem bramek wyprzedził Brygadę Częstochowa (oba zespoły miały po 6 pkt.). Korzystniejszy bilans bramek Śmigły zawdzięczał zwycięstwu 8:1 z Unią Lublin w ostatnim meczu i jednoczesnej sportowej postawie Polonii, która mając zapewniony awans ograła na Konwiktorskiej 4:1 Brygadę, czwartego gola strzelając w ostatniej minucie meczu. Tydzień wcześniej Polonia przed własną publicznością ograła Śmigłego 6:1.
Podział na grupy nie był przy tym stały (prawdopodobnie co roku ustalał go zjazd PZPN) i np.

### Sezon 1937/1938
W 1938 r. rywalizowało 15 mistrzów okręgówek. Kolejność w grupach eliminacyjnych:
- Grupa I – Union-Touring Łódź, RKS Zagłębie Dąbrowa Górnicza, Legia Warszawa, Unia Lublin;
- Grupa II – Śląsk Świętochłowice, Gryf Toruń, Legia Poznań (Legia była w latach 1938 i 1939 mistrzem wielkopolskiej okręgówki)
- Grupa III – Garbarnia Kraków, Dąb Katowice, Czarni Lwów, Rewera Stanisławów;
- Grupa IV – PKS Łuck, WKS Grodno, Pogoń Brześć, Makkabi Wilno

Do grupy finałowej zakwalifikowały się: Union-Touring Łódź, Śląsk Świętochłowice, Garbarnia Kraków i PKS Łuck, a do ekstraklasy awansowały: Garbarnia (10 pkt.) i Union-Touring (9 pkt.).

### Sezon 1938/1939
W 1939 walczyło o wejście 14 drużyn. Mistrzowie okręgówek podzieleni byli na 4 grupy. Ostateczna kolejność w grupach przedstawiała się następująco:
- Grupa I – Legia Poznań, KS Starachowice, ŁKS Łódź, Gryf Toruń;
- Grupa II – Śląsk Świętochłowice, Fablok Chrzanów, Unia Sosnowiec;
- Grupa III – Junak Drohobycz, Unia Lublin, Strzelec Górka Stanisławów, PKS Łuck,
- Grupa IV – Śmigły Wilno, WKS Grodno, KPW Ognisko Pińsk.

Do grupy finałowej zakwalifikowały się: Legia Poznań, Śląsk Świętochłowice, Junak Drohobycz i Śmigły Wilno. Po dwóch kolejkach prowadził Śląsk Świętochłowice.
Rozgrywki niedokończone z powodu napaści Niemiec na Polskę i tym samym wybuchu II wojny światowej.